# Dia Internacional per a la Reducció dels Desastres
L'Assemblea General de les Nacions Unides decideix designar el 13 d'octubre com a data per commemorar el Dia Internacional per a la Reducció dels Desastres.

## Commemoració
El 22 de desembre de 1989 l'Assemblea General de les Nacions Unides en la Resolució 24/236 "decideix designar el segon dimecres d'octubre com a Dia Internacional per a la Reducció dels Desastres Naturals, que la comunitat internacional observarà tots els anys durant el Decenni de manera d'acord amb els seus objectius i metes".
El 21 de desembre de 2001 l'Assemblea General de les Nacions Unides en la Resolució 56/195 Arxivat 2014-10-20 a Wayback Machine. "decideix seguir observant anualment, el segon dimecres d'octubre, el Dia Internacional per a la Reducció dels Desastres Naturals com a mitjà de promoure una cultura mundial de reducció dels desastres naturals que comprengui la prevenció, la mitigació i la preparació".
El 21 de desembre de 2009 l'Assemblea General de les Nacions Unides en la Resolució 64/200 "decideix designar el 13 d'octubre com a data per commemorar el Dia Internacional per a la Reducció dels Desastres".
| «                                    | Dia Internacional per a la Reducció dels Desastres «Coneixement per a la vida» El tema del Dia Internacional per a la Reducció de Desastres del 2015 «Coneixement per a la Vida» forma part de la iniciativa Step Up (Un pas cap a endavant) que va començar en el 2011 i que cada any centra la seva atenció en un grup diferent. El propòsit del Dia és augmentar el grau de sensibilització sobre l'ús del coneixement i les pràctiques tradicionals, indígenes i locals, a fi de complementar el coneixement científic en la gestió del risc de desastres i destacar diversos enfocaments per fer partícips a les comunitats locals i els pobles indígenes en l'aplicació del Marc de Sendai per a la Reducció del Risc de Desastres. L'aspecte central del Dia Internacional per a la Reducció de Desastres d'aquest any és el coneixement tradicional, indígena i local, el qual complementa a la ciència moderna i contribueix a la resiliència de les persones en un plànol individual i de la societat en conjunt. Per exemple, el coneixement dels senyals d'alerta primerenca en la naturalesa pot ser vital per vetllar perquè es prenguin accions primerenques per mitigar l'impacte dels desastres, tant d'evolució ràpida com a lenta, tals com a sequeres, ones de calor, tempestes i inundacions. En conjunt amb el coneixement científic existent, tals com els informes que elaboren els meteoròlegs, el coneixement local és vital per a les labors de preparació i es pot transmetre de generació en generació. | » |
| — Organització de les Nacions Unides | |   |

## Campanyes anteriors
| Any  | Tema                                                                    |
| ---- | ----------------------------------------------------------------------- |
| 2015 | «Coneixement per a la vida»                                             |
| 2014 | «La resiliència és per a tota la vida»                                  |
| 2013 | «Viure els desastres amb una discapacitat».                             |
| 2012 | «Dones i Nenes. La Força (in)visible de la Resiliència».                |
| 2011 | «Vincular als nens i als joves a la reducció dels riscos de desastres». |
| 2010 | «Desenvolupant ciutats resilients La meva ciutat s'està preparant».     |
| 2009 | «Hospitals segurs davant dels desastres».                               |
| 2008 | «Hospitals segurs enfront dels desastres».                              |
| 2007 | «La reducció del risc comença a l'escola».                              |
| 2006 | «La reducció dels desastres comença a l'escola».                        |
| 2005 | «Invertir en la prevenció dels desastres».                              |
| 2004 | «Aprenent dels desastres d'avui per a les amenaces de matí».            |